# Santuario de la Virgen del Otero de Laviana
El santuario de la Virgen del Otero está situado en Pola de Laviana de cuyo concejo es patrona, «Dueña y Señora» de la parroquia como sus devotos y todo el pueblo la llama. Está colindante con el cementerio y se llega hasta el santuario por una empinada cuesta hasta llegar «al otero» donde está situado el Santuario. Está en la zona sureste de la villa de Laviana pasando casi por delante del santuario la carretera AS-17 en dirección a Campo de Caso. Es algo posterior al siglo XV, tiene planta de cruz latina, un interesante retablo barroco y una  espadaña rematada con una cruz. En el año 1801 se le añadió un pórtico soportado por columnas  toscanas. Su construcción en una loma se debe, según la tradición, a los milagros que hubo en ese lugar y del deseo de la  Virgen de que se construyera precisamente en ese lugar.

## Emplazamiento
Pola de Laviana, villa donde está situado el santuario, está a unos 33 km de Oviedo y para llegar a ella desde la capital del Principado se debe coger la Autopista Ruta de la Plata AP-66, salir en el ramal hacia Olloniego  y tomar la vía rápida AS-116 hasta  Riaño y a partir de aquí la AS-17 que pasa por Pola de Laviana donde está el santuario, junto al cementerio.

## Historia

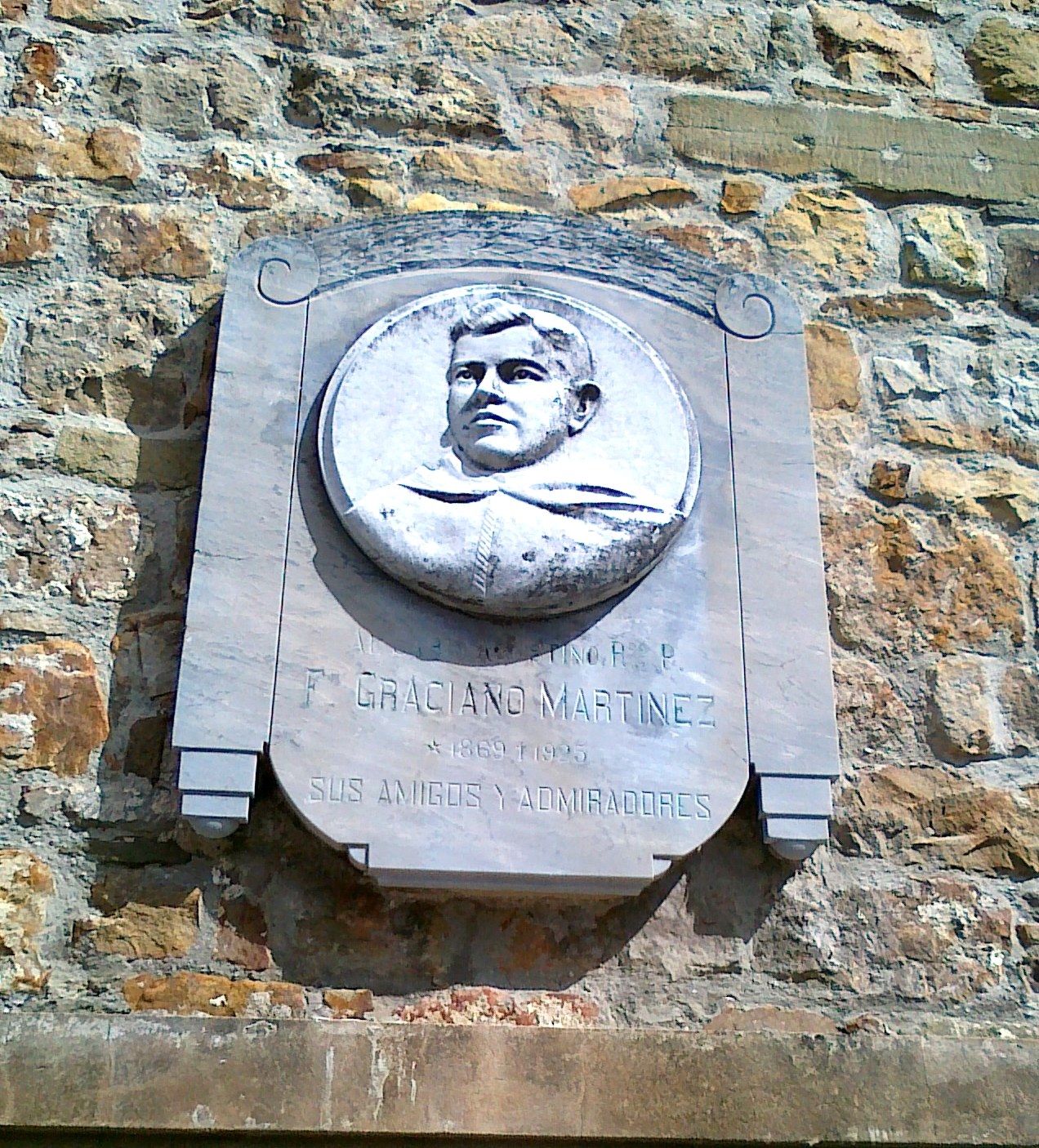
Placa recuerdo al R. P. Graciano Martínez. 1869-1925

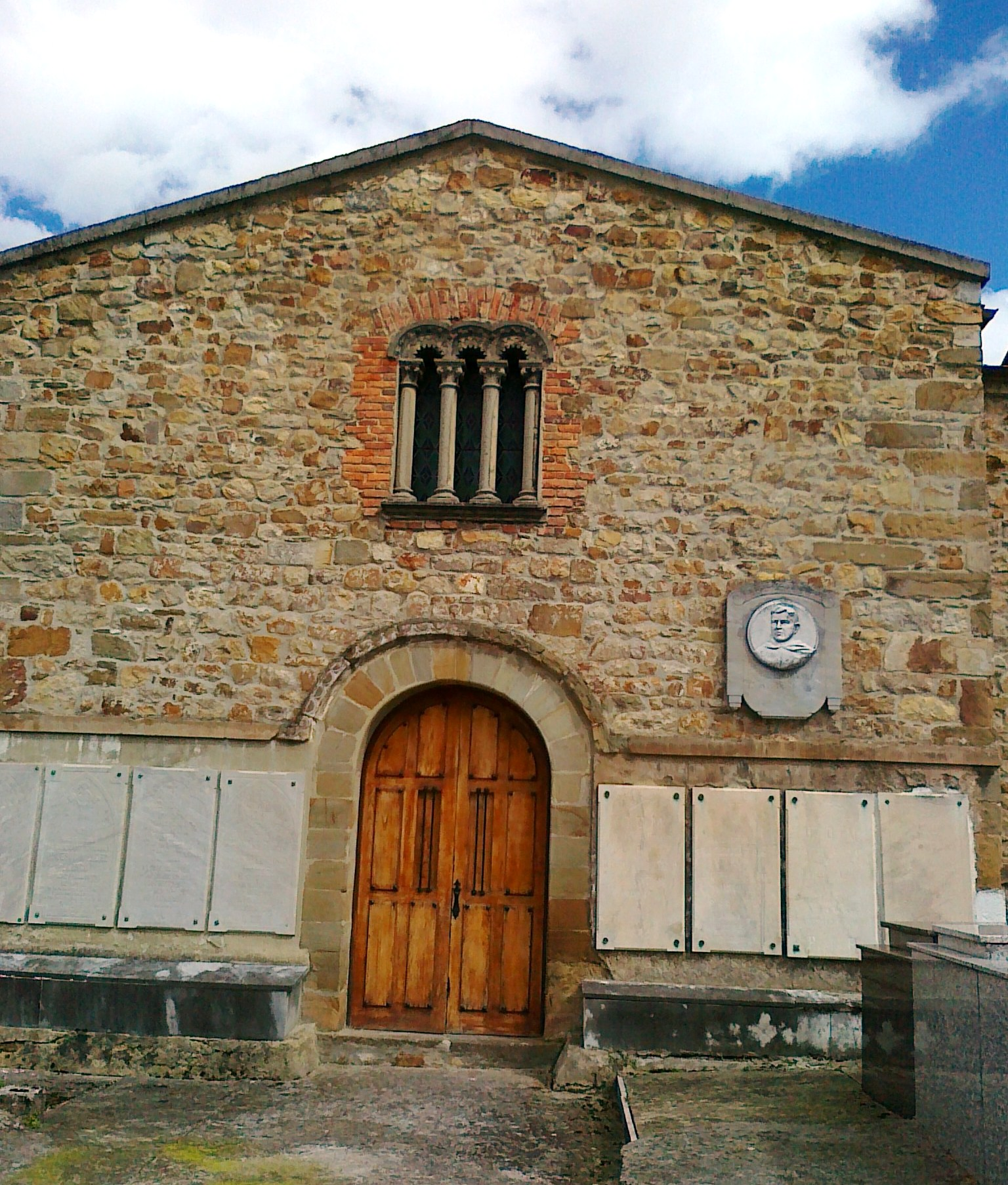
Fachada sur, al cementerio.

Una característica especial de la zona de  Laviana es el gran número de «hijos ilustres» que ha dado tanto a las letras como a la Iglesia católica, etc. En especial destacan Armando Palacio Valdés, novelista y miembro de la Real Academia Española que es natural de Entralgo que en algunas de sus obras de carácter costumbrista aprovechaba la ocasión para relatar las costumbres marianas de la Asturias popular; el cardenal,  filósofo y  teólogo Zeferino González y Díaz Tuñón que nació en Villoria en 1931;  Maximiliano Arboleya Martínez,  sacerdote, sociólogo y activista católico asturiano, fue una de las figuras más destacadas dentro del catolicismo social en España, el sacerdote Joaquín Iglesias González que fue párroco de Pola de Laviana durante veintiún años, entre 1940 y 1961, natural de  El Condado y el agustino Graciano Martínez.
El santuario de la Virgen del Otero fue la primitiva parroquia de la zona hasta principios del siglo XX ya que entre los libros encontrados en el archivo parroquial hay uno que dice:«Libro de Fábrica de la iglesia parroquial de Santa María del Otero, de Laviana, que principia en 1680 y termina en 1778». Y así siguió hasta que en 1905 se inauguró la nueva parroquia, de estilo neogótico, estilo que se le ha llamado peyorativamente «pseudogótico». Sobre la fachada hay una inscripción en latín que hace referencia a su condición de parroquia con el nombre de la  Asunción de la Virgen.

## Estructura y arquitectura
La iglesia es posterior al siglo XV y es muy probable que se comenzara a construirse en el siglo XVI. Su retablo mayor data del principios del siglo XVII y está  policromado y dorado de estilo barroco. En el centro del retablo está la Virgen del Otero que está vestida según el antiguo estilo asturiano y cuya fecha de talla se remonta también al siglo XVII. En 1801 se le añadió un pórtico con columnas toscanas y hay una inscripción que dice: «Hizo la obra de este pórtico 1801. Siendo cura don Manuel Álvarez natural dela Parroquia de Torazo, Condado de Cabranes.»

## Fiestas, devociones y tradiciones
Las ceremonias religiosas empiezan el 6 de agosto, al atardecer, con el primer día de la novena en su honor con un templo rebosante de fieles y muchos han de permanecer en el exterior por falta de sitio. El 14 de agosto, ya al atardecer, se lleva la Virgen en procesión hasta el templo parroquial de Pola de Laviana por lo que el recorrido ha de atravesar toda la villa de Pola. Acude tal cantidad de gente que puede considerarse como el acontecimiento religioso más importante de la cuenca del río Nalón. Al día siguiente de la llegada de la Virgen al templo parroquial, donde se le tiene preparado un trono especialmente preparado para la ocasión para destacar que es la que los habitantes del lugar consideran la «Reina y Madre», se celebra una Misa solemne a la que asisten las autoridades civiles y religiosas de la zona. El domingo siguiente retorna en procesión a su santuario que es en realidad su templo y trono.

### Cofradía
La Virgen del Otero tiene una antigua cofradía que aún existe y tiene gran actividad incluso a través de Internet con varios Blogs y Webs como son , ,  Archivado el 1 de junio de 2014 en Wayback Machine.  ya que el concejo ha tenido mucha emigración. También hay una ermita dedicada a la Virgen del Otero en Alba de Tormes y otra en Frómista (Palencia).

### Himno de la Virgen del Otero
| Virgen Santa del Otero oye, madre, la oración con que acude un pueblo entero (bis) a ofrecerte el corazón.  | Tú de Dios divino trono, Tú de reinas soberana, hoy al pueblo de Laviana baja, Madre, a bendecir.            |                                                    |
| Y tendiéndole la mano calma ¡oh Virgen! tus enojos cuando a Ti vuelva los ojos al instante de morir. (bis)a | Del Otero, Virgen pura luz del alma en la oración Tú que reinas en la altura (ter) reina en nuestro corazón. | Letra de Faustino Fernández Música de María Prieto |